# Omri Ben Harusz
Omri Ben Harusz (hebr. עומרי בן הרוש, ur. 7 marca 1990 w Netanji) – izraelski piłkarz grający na pozycji lewego obrońcy. Od 2013 jest zawodnikiem klubu Maccabi Tel Awiw.

## Kariera klubowa
Swoją karierę piłkarską Ben Harusz rozpoczął w klubie Maccabi Netanja. W 2009 roku awansował do kadry pierwszego zespołu. 13 grudnia 2009 zadebiutował w nim w pierwszej lidze izraelskiej w wygranym 3:0 wyjazdowym meczu z Bene Sachnin. W sezonie 2010/2011 stał się podstawowym zawodnikiem Maccabi. Grał w nim do końca sezonu 2012/2013.
Latem 2013 roku Ben Harusz przeszedł do Maccabi Tel Awiw. Swój debiut ligowy w Maccabi zanotował 23 września 2013 w wygranym 3:0 wyjazdowym meczu z Maccabi Hajfa. W sezonie 2013/2014 wywalczył z Maccabi swój pierwszy tytuł mistrza Izraela.
| Sezon   | Klub             | Kraj   | Rozgrywki   | Mecze | Bramki |
| ------- | ---------------- | ------ | ----------- | ----- | ------ |
| 2009/10 | Maccabi Netanja  | Izrael | Ligat ha’Al | 14    | 2      |
| 2010/11 | Maccabi Netanja  | Izrael | Ligat ha’Al | 26    | 0      |
| 2011/12 | Maccabi Netanja  | Izrael | Ligat ha’Al | 35    | 1      |
| 2012/13 | Maccabi Netanja  | Izrael | Ligat ha’Al | 29    | 1      |
| 2013/14 | Maccabi Tel Awiw | Izrael | Ligat ha’Al | 27    | 1      |

## Kariera reprezentacyjna
W 2013 roku Ben Harusz wziął udział z reprezentacją Izraela U-21 w Mistrzostwach Europy U-21. W dorosłej reprezentacji zadebiutował 2 września 2011 roku w przegranym 1:2 meczu eliminacjach do Euro 2012 z Grecją, rozegranym w Tel Awiwie.